# Universi paralleli (serie televisiva)
Universi paralleli (in francese Parallèles; reso graficamente come: Universi Para//eli) è una serie televisiva francese di fantascienza per bambini e ragazzi scritta e creata da Quoc Dang Tran per The Walt Disney Company.
L'intera serie, composta da 6 episodi, ha debuttato simultaneamente in tutto il mondo il 23 marzo 2022 su Disney+.

## Trama
Quattro amici, Sam, Bilal, Romane and Victor, vivono una vita tranquilla in un placido villaggio nelle montagne quando un misterioso accadimento rovescia i loro mondi. In una frazione di secondo l'universo abbandona le sue regole rimescolando tutto: il presente, il futuro e i multiversi si fondono, separando i ragazzi e mandandoli in universi paralleli.

## Episodi
| Stagione       | Episodi | Pubblicazione mondiale |
| -------------- | ------- | ---------------------- |
| Prima stagione | 6       | 2022                   |

## Personaggi

### Personaggi principali
- Samuel "Sam" Deslandes, interpretato da Thomas Chomel, doppiato da Gabriele Caprio:
Fratello maggiore di Victor, più responsabile di lui. È innamorato di Romane.
- Victor Deslandes, interpretato da Maxime Bergeron (12 anni) e da Jules Houplain (17 anni), doppiato da Valeriano Corini e da Mirko Cannella:
Scapestrato fratello minore di Sam. Ha fatto la primina per stare in classe col fratello.
- Bilal Belkebirs, interpretato da Timoté Rigault (14 anni) e da Omar Mebrouk (30 anni), doppiato da Vittorio Thermes e da Flavio Aquilone:
È segretamente innamorato di Romane.
- Romane Berthauds, interpretata da Victoria Eber (14 anni) e da Jade Pedri (quasi 18 anni), doppiata da Lucrezia Roma e da Agnese Marteddu:
È molto protettiva nei confronti della madre Vanessa e della sorellastra Camille.
- Sofia Belkebirs, interpretata da Naidra Ayadi, doppiata da Federica De Bortoli:
Madre di Bilal; è una scienziata in un centro di ricerca della zona collegato all'incidente.

### Personaggi secondari
- Tenente Retz, interpretato da Guillaume Labbé:
Un poliziotto che investiga sulle scomparse.
- Arnaud e Alice Deslandes, interpretati da Gil Alma e Elise Diamant, doppiati da Stefano Crescentini e Benedetta Ponticelli:
I genitori di Sam e Victor.
- Hervé Berthaud, interpretato da Dimitri Storoge, doppiato da Simone D'Andrea:
Padre di Camille; ha divorziato da Vanessa anni prima, ma ora vuole riconciliarsi.
- Vanessa Berthaud, interpretata da Agnès Miguras, doppiata da Chiara Gioncardi:
Madre di Romane e Camille. Ha una grave patologia cardiaca.